# Desmet (entreprise de technologies)
 (février 2024).
 (février 2024).
Si vous disposez d'ouvrages ou d'articles de référence ou si vous connaissez des sites web de qualité traitant du thème abordé ici, merci de compléter l'article en donnant les références utiles à sa vérifiabilité et en les liant à la section « Notes et références ».
Desmet est un groupe multinational qui a été créé en 1946. Il est spécialisé dans la fourniture d’installations sur mesure et d’équipements qui transforment les graines oléagineuses et les huiles tropicales en aliments protéiques, huiles et graisses comestibles, produits oléochimiques et biocarburants.
Le groupe Desmet possède trois marques reconnues de longue date : Desmet, technologies pour les oléagineux et les biocarburants, RoseDowns, presses pour les oléagineux et l'équarrissage, et Stolz, machines pour la manutention des grains et la mouture des aliments pour animaux et des denrées alimentaires.

## Structure de la société
Le groupe, dont le siège social se trouve en Belgique, est présent sur les principaux marchés des huiles et des graisses dans le monde entier. Il dispose d’unités opérationnelles en Amérique du Nord et centrale, en Amérique du Sud, en Asie du Sud-Est, en Inde et en Europe.
Desmet Engineering Center Pvt. Ltd, est une société du Groupe située à Bangalore, en Inde. Elle fournit des services d'ingénierie de détail et d'automatisation pour soutenir l'ingénierie des activités Huiles et graisses, Oléochimie et Biodiesel.
Desmet maîtrise les technologies suivantes pour produire des denrées alimentaires, des aliments pour animaux et des biocarburants de qualité :
- Manutention des grains : transport par chaîne, élévation par godets, transport par bande, filtration des poussières ;
- Broyage des aliments pour animaux : broyage à marteaux, mélange, granulation, refroidissement des granulés ;
- Préparation des graines : conditionnement, cuisson, pressage ;
- Extraction d'huile : extraction, désolvantisation, séchage/refroidissement de farine, distillation de miscella, récupération de solvants, systèmes d'huile minérale ;
- Raffinage des huiles : neutralisation, dégommage acide et enzymatique, décoloration, wintérisation, désodorisation et systèmes sous vide ;
- Modification des graisses : fractionnement à sec et au solvant, inter estérification chimique et enzymatique, hydrogénation partielle et complète ;
- Oléochimie : séparation des graisses, distillation des acides gras, raffinage du glycérol, production d'alcools gras ;
- Biodiesel : transestérification, distillation de l'ester méthylique, récupération des solvants, rectification, traitement de la glycérine ;
- Prétraitement de l'HVO : dégommage, décoloration, élimination du polyéthylène, déchloration.

Desmet compte parmi ses clients des leaders de l'industrie tels qu’ADM, Bunge, Cargill, ainsi que des fournisseurs locaux dans le monde entier.

## Histoire
Desmet a été fondée en 1946 par l'ingénieur Jean-Albert De Smet, qui a inventé le premier extracteur horizontal continu pour l'extraction par solvant des graines oléagineuses. Monsieur De Smet était alors directeur de l'huilerie d'Anvers et décida de créer sa propre société d'ingénierie pour commercialiser son invention. Extraction De Smet était née et les bureaux ont été installés à Edegem (près d'Anvers) en Belgique.
Extraction De Smet a très rapidement élargi son portefeuille de technologies pour le traitement des huiles et des graisses : préparation et extraction (1946), raffinage de l'huile (1963), manutention des grains et mouture des aliments pour animaux (1975 – en coopération avec Stolz), modification des graisses (1983). Cette période a également été marquée par une expansion internationale avec l'ouverture de bureaux d'études en Espagne (1966), au Mexique (1969), en Argentine (1969), au Brésil (1970), en Malaisie (1978), aux États-Unis (1979), à Singapour (1980) et en Inde (1984).
En 1988, RoseDowns, une entreprise britannique fondée en 1777 et spécialisée dans la conception et la fabrication de presses continues pour graines oléagineuses, fut intégrée à Desmet. Rosedowns est toujours située à Kingston upon Hull.
En 1989, l'entreprise acquiert les droits sur la technologie du désodorisant Votator et démarre ses activités dans le domaine de l'oléochimie (1990). L'expansion internationale s'est également poursuivie avec l'ouverture de nouveaux bureaux en Russie (1995), l'installation d'un « Global Engineering Center » en Inde (2000) et l'ouverture d'un bureau en Chine (2002).
À partir de 2003, Extraction De Smet change de nom pour devenir De Smet Technologies and Services et déménage ses bureaux principaux d'Edegem à Zaventem (près de Bruxelles).
En décembre 2004, De Smet Technologies and Services et le fournisseur de technologie italien Ballestra, spécialisé dans les technologies pour les détergents, les surfactants et les produits chimiques, ont décidé de fusionner leurs activités pour développer le marché du biodiesel,. Desmet Ballestra, le nouveau nom de l'entreprise, a installé plus de 120 usines de biodiesel de « première génération » dans le monde entier.
Au fil des ans, l'entreprise a ouvert des bureaux en Indonésie (2011), au Maroc (2015) et au VietNam (2019). En 2020, le groupe acquiert l'entreprise allemande Serptec, spécialiste des presses d'équarrissage.
Entre-temps, en 2012, Desmet Ballestra a commencé à développer des technologies pour les usines de prétraitement du HVO et du SAF, un biocarburant de deuxième génération pour les transports routiers et aériens,,.
Cependant, en 2022, les fonds d'investissement privés qui étaient propriétaires de Desmet Ballestra ont décidé de vendre l'entreprise en deux parties. La société Desmet a été créée, qui comprend les activités de Desmet, RoseDowns et Stolz, tandis que Ballestra opère en tant qu'entité entièrement séparée,,.
Desmet fonctionne désormais comme une unité commerciale indépendante de la « Food & Water Division » du groupe Alfa Laval, qui détient 100 % des actions de Desmet,. L'entreprise est également propriétaire de 70 brevets et possède trois centres d'innovation situés en Belgique, en France et en Malaisie,.